# Shailen Hiralal Desai
Shailen Hiralal Desai es un diplomático, indio retirado.
Shailen Hiralal Desai es hijo de Pushpavati y Hiralal Maganlal.
Es Bachelor of Science de las Universidades de Londres y Mumbay.
De 1943 a 1944 fue Fellow y Lector de la Wilson College, Mumbai.
En 1942 participó en la en:Quit India Movement, fue puesto bajo custodia y se afilió al Congreso Nacional Indio.
En 1947 se incorporó a la en:New India Assurance, de 1952 a 1956 fue gerente y fiscal de la sucursal Japón.
En 1957 entró al servicio del exterior.
De 1959 a 1966 fue empleado en Belgrado y Túnez.
De 1966 a 1967 fue Comisionado en Saná (Yemen).
De 1968 a 1969 fue embajador en Adén, (Yemen del Sur) 
De 1970 a 1973 fue embajador en Praga Checoslovaquia.
De 1974 a 1976 fue embajdoer en Dakar (Senegal) y concurrente acreditado como embajador en Bisáu, Guinea-Bisáu), en Bamako (Malí) y Abiyán (Costa de Marfil) y Alto Comisionado en Banjul (Gambia).
De 1977 a 1980 fue embajador en Sofía